# Lekan Salami Stadium
Lekan Salami Stadium – wielofunkcyjny stadion w Ibadanie w Nigerii.
Najczęściej używany jest jako stadion piłkarski, a mecze rozgrywa na nim drużyna Shooting Stars FC. Stadion może pomieścić 18 tysięcy widzów.